# أسطورة أبطال المجرة
أسطورة أبطال المجرة (باليابانية: 銀河英雄伝説) هي سلسلة روايات خيال علمي ملحمية كتبها يوشيكي تاناكا. في مستقبل البشرية البعيد، تتورط دولتان نجميتان - الإمبراطورية المجرية الملكية وتحالف الكواكب الحرة الديمقراطي - في حرب لا تنتهي. تركز القصة على مآثر المتنافسين راينهارد فون لوهينغرام ويانغ وين لي، وقصة صعودهما إلى السلطة والشهرة في الإمبراطورية المجرية وتحالف الكواكب الحرة، على التوالي.
انتج أنمي مقتبس من الروايات بواسطة كيتي فيلمز، واستمر من عام 1988 إلى عام 1997. واقتبست الروايات إلى مانغا، من رسم كاتسومي ميتشيهارا. والعديد من ألعاب الفيديو، أحدثها إصدار في لعبة في عام 2008. صدر أنمي جديد بواسطة برودكشن آي جي في عام 2018.

## القصة
تدور في الفضاء الخارجي وترتكز بالدرجة الأولى على الإمبراطورية وحربها طويلة الأمد مع حكومة اتحاد الكواكب الحرة، كل من الجهتين المتصارعتين تمتلك من العتاد والأموال والرجال الشيء الكثير، إلا أن قواعد اللعبة تتغير رأسا على عقب بظهور رجلان في أحد الحقب التاريخية لهذا الصراع.
الأول هو الجنرال الشاب رينهارت فون لوينغرام، رينهارت ليس عبقريا في الحرب فقط بل هو شخصية دكتاتورية مستعدة لفعل أي شيء حتى تحقق طموحاتها، رينهارت يقاتل من أجل أخته أناروزا، وخصمه الأكبر والأعظم على ساحة المعركة هو القائد الشاب لدى اتحاد الكواكب الحرة، يانغ وينلي، ويانغ يحمل شخصية مختلفة تماما عن رينهارت فهو لا يحب الحروب ويخوضها مضطرا كما أنه شخص ديموقراطي للغاية. أسطورة أبطال المجرة ليست قصة تتحدث عن شخصين على الإطلاق، بل هي حكاية صراع تتشابك فيه الخيوط والأطراف، ولا تتوقف فيه السلسلة عن تقديم عشرات الشخصيات الذين يحملون رؤى ومبادئ مختلفة، لا يوجد في هذه السلسلة شر وخير، هنالك معتقدات وأصول مختلفة وكل معسكر له ما يبرر أفعاله مهما كانت قساوتها، هناك المؤامرات والخيانات والانقلابات، المزارعون والفلاحون، الضباط والأمراء، وحتى الجنود الذين يضعون حياتهم على المحك في قلب المعركة.
لا يوجد طرف تتجاهل هذه السلسلة تناوله وشرحه بإسهاب; هذه السلسلة تقدم مئات الأشخاص بإسهاب وتتطرق إلى كل النواحي التي يمكن أن تتطرق إليها قصة من هذا النوع !لم يشهد عالم الأنمي قصة بهذا الحجم والضخامة قبل أسطورة أبطال المجرة، ولم يشهد ذلك من بعده ! ! .
أسطورة أبطال المجرة ترتكز على بطليها الجذابين لتبني صراعا سياسيا دينيا عسكريا من الطراز الأول، القصة يتم بناؤها على مهل وبأدق التفاصيل، لن ترى فقط أحد الجوانب يفجر الآخر في المعركة، بل ستتابع كل خطوة عسكرية يقوم بها القادة بداخل مراكبهم الفضائية، وستشاهد المسببات لهذه الحروب بتفاصيلها والشخصيات التي تحوك المؤامرات في الخفاء، ولن ترى فقط كواكب يتم سحقها أو جيوش مهزومة مدحورة، بل سترى تبعات هذه الحروب على المجتمعات والكواكب المختلفة، وسترى كيف تتعامل هذه الجيوش مع خسائرها وكيف يقوم العدو باستغلال انتصاراته ويوسع من سيطرته ونفوذه ! فأسطورة أبطال المجرة لا يأخذ طرقا مختصرة في السرد والرواية من أي نوع، وكل شيء يتم تفصيله بعناية منقطعة النظير ! ربما يأخذ البعض ذلك على الأنمي بأنه مسلسل جاف للغاية أو حتى ممل بعض الشيء، لكنني أجد الحقيقة تناقض ذلك تماما، فلا يوجد متعة تضاهي مشاهدة التاريخ وهو يتسطر بالعرض البطيء أمام ناظريك ! ولا يوجد عمل يضاهي أسطورة أبطال المجرة في العمق الشديد.. على العكس من أغلب المسلسلات الحديثة التي يبدو توقع أحداثها ومسار قصتها سهلا للغاية، لا يمكنك أبدا أن تتوقع ما سيحصل لاحقا في هذا العمل ! لا يمكنك أن تتوقع ما الذي سيواجه الشخصيات من كوارث ومتاعب، لا يوجد مسار واضح تسير به القصة فقط لأنها تتطلب ذلك، بل إبداع حقيقي في السرد القصصي، ودروس للأجيال القادمة.

## الخريطة الفضائية للعالم والمناطق
- الإمبراطورية المجرية

أسسها القيصر العظيم رودولف فون غولدينبام، نظام الحكم فيها إمبراطوري وتحكمها سلاسة القيصر رودولف العظيم المعروفة باسم «سلالة غولدينبام» منذ ما يقارب ال500 عاماً، يقوم حكمها على الاستبداد، الأوتوقراطية، والدكتاتورية التي يحكم فيها الفرد على الجميع كما تمتاز عن التحالف بنظام الطبقات الذي يحكم فيه النبلاء عامة الشعب بالقهر والتسلط فقد قتلوا الكثير من الناس الأبرياء وسلبوهم أموالهم وأراضيهم ظلماً وعدواناً بل وكانوا يسرقون فتيات وزوجات الفقراء منهم بالمال مستغلين فقرهم وعوزهم الشديدَين ! ، تملك جيشاً كبيراً وعتاداً عسكرياً لا يشق له غبار ويتميز أيضاً برتبة عليا ليست موجودة عن التحالف تدعى «أميرال أساطيل» أي الأميرال الذي يقود عدة أميرالات مع أساطيلهم، لكن يعم الجيش الفساد وتعطى فيه الترقيات والأوسمة لمن لا يستحقها من أبناء النبلاء.
- تحالف الكواكب الحرة

أسسها آلي هاينيسن الذي انشق عن الأمبراطورية المجرية وهرب بمجموعة كبيرة من الساخطين على الحكم الاستبدادي فيها في رحلة دامت 10,000 سنة ضوئية بحثاً عن الأمان إلى أن وجدوا كواكباً صالحةً للعيش أسسوا فيها دولتهم المستقلة القائمة على الحرية والمساواة خلاف الظلم والاستبداد في الإمبراطورية إلى أن اكتشف الجيش الإمبراطوري أمرهم في «معركة داجون العظيمة» وأعلنت عليهم حرب طويلة المدى بدعوى أنهم متمردون عن الحكم الإمبراطوري، يظهر حكمها قائماً على الديموقراطية والمساواة بين جميع الناس دونما استثناء لكن الحقيقة عكس ذلك تماماً فالفساد السياسي والوطني مستشرٍ فيها وتملك ثلة قليلة من الناس خيار الأغلبية، نظام الحكم فيها جمهوري الذي يصوت فيه الناس لمرشحيهم والذين يكونون دائماً سياسين فاسدين يخدعون الناس بالمكر والسفسطة.
- قلعة إيزرلون

قلعة تابعة للإمبراطورية، تم بناؤها خلال الحرب داخل ممر مسمىً باسمها، سطحها مغطىً تماماً بالمعدن السائل، أقوى سلاح لها هو «مدفع مطرقة الثور» الذي يطلق طلقات قوية قادرة على نسف أساطيل كاملة في غمضة عين ! وهو أيضاً يحتوي على كل متطلبات الحياة من أجل الجنود من فنادق، مطاعم، صالات سينما ومقاهي... إلخ، حاولت حكومة التحالف الإستيلاء عليها غير مرة وخاضت العديد من المعارك في سبيل ذلك لكن دون جدوى.
- ممر قلعة إيزرلون

الممر الفاصل بين الأمبراطورية والتحالف، تقع فيه قلعة إيزرلون ويشتد فيه الصراع عليها، تدور فيه أغلب المعارك وتستخدمه قوات الإمبراطورية والتحالف للتنقل دون سواه.
- إقطاعية فيزان

كوكب إقطاعي أسسه تاجر من الأرض يدعى جوزيف لاب ويقع في المنتصف بين الأمبراطورية والتحالف، يظهر كتابع للإمبراطورية لكن موقفه من الحرب هو الحياد فهو لا يقف مع أي من الطرفين ويقوم ببيع السلاح وإبرام الصفقات التجارية لكليهما، يعمل معظم سكانه على التجارة ودائماً ما يرددون أن المرء فيها مستعد لبيع أي شيء حتى والديه من أجل المال ! ، نظام الحكم فيه جمهوري ويسمى حاكم الكوكب فيه باسم «الإقطاعي» أو كما يطلقون عليه باللغة الألمانية «اللاندشير».
- ممر فيزان

الممر الفاصل بين الأمبراطورية وإقطاعية فيزان، تمر فيه السفن التجارية وسفن حجاج الأرض ولا يسمح للأساطيل بالمرور فيه حفاظاً على أمن التجار والمسافرين.
- كوكب الأرض

أو كما يدعونها باللغة الألمانية «تيرا»، بعد انتقال الناس للفضاء أصبحت كوكباً مهجوراً يسكنه فقط مليون نسمة أغلبهم من طائفة عباد الأرض الذين يقدسونها ويعتبرونها مركزاً للكون ويرددون عبارات من قبيل: «الأرض أمنا.. الأرض بين يدي»، تقع فيها كنيسة الأرض التي يتوافد إليها الحجيج من كل الأصقاع.
- كنيسة الأرض

تقع أعلى جبال الهملايا، يتوافد إليها الحجيج والزوار من ممر فيزان من أجل الحج إليها وتؤويهم فيها خلال أداء مناسكهم، لكن يبدو أن لديها نوايا ومخططات خبيثة مجهولة تستهدف كلا من الإمبراطورية والتحالف.

## الشخصيات
لا يوجد هنا كليشيهات من أي نوع، الشخصيات تتحدث بين بعضها البعض ولا تتذاكى بإعطاء معلومات أساسية للمشاهد عن طريق المحادثات وكأن المشاهد طفل صغير، المعلومات هنا ستحصل عليها من تصرفات الشخصيات، ونظرتك الشخصية للعالم ستبنى وفق ما تراقبه من تطورات في الأحداث، فأنت هنا مراقب في أرجاء هذا العالم الفسيح، تراقب التغييرات التي تلم به والتاريخ الذي يصنع على محرابه.
تتم كتابة أسماء الشخصيات الجديدة على الشاشة دائما عند ظهورها للمرة الأولى، وذلك لكثرة عدد الشخصيات الموجودة في المسلسل ! ، وهدا يستحق الثناء.
على الرغم من ظهور مئات الشخصيات المهمة في العمل، إلا أن المسلسل لا يقوم بتوظيف نفس الممثلين بأدوار جديدة أبدا، إذ تحمل جميع شخصيات المسلسل (تقريبا) أصواتا مختلفة لممثلين مختلفين ! وهو أمر عجائبي إذا وضعنا ضخامة العمل والعدد الهائل من الشخصيات بعين الاعتبار.

## شخصيات الأمبراطورية المجرية
الشخصيات الرئيسية وأميرالات الجيش الأمبراطوري:
- راينهارت فون لوينغرام

الاسم في النسخة العربية: بشار سالم
فتى أشقر وسيم بعينين زرقاوين كالألماس، في طفولته تعرض راينهارت لحادثة غيرت حياته بأكملها، فقد قامت الحكومة بالحصول على شقيقته الحسناء آنيروزي إجباراً لتصبح محظية الإمبراطور فريدريك الرابع (زوجته الثانية)، من هنا فقط أدرك راينهارت الصغير أهمية القوة وما الذي يمكن تحقيقه من خلالها فينضم للجيش مع صديقه كيركيايس سعياً لها ومحققاَ في سبيلها انتصاراً خلف انتصاراً يعتلي الرتب الرفيعة رتبةً فوق رتبةً، راينهارت يريد أن يخلص الإمبراطورية من الفساد الذي يعيث بها لتخليص شقيقته الحبيبة، ويهدف أيضاً إلى توحيد جميع الكواكب تحت قيادته، وهو يملك من الذكاء ومواصفات القيادة ما يؤهله لتحقيق ذلك!، فـ راينهارت فون لوينجرام هو عبقرية حربية خالصة ليس لها مثيل! وشخصية قوية لا تعرف في سبيل تحقيق أهدافها المستحيل! يناديه أنصاره بـ«الأسد الذهبي» بينما يناديه كارهوه بـ«الشقي الأشقر» اعتقاداً منهم أنه مجرد نبيل فقير حديث النعمة لم يصل لما وصل إليه إلا بشفاعة أخته عن القيصر أو كونه محظوظاً لا أكثر على الرغم من أنه أثبت جدارته أمامهم غير مرة ووصل إلى ما وصل إليه عن استحقاق، شخصية راينهارت من أفضل الشخصيات الاسطورية الديكتاتورية التي تمثلها مقولة «الغاية تبرر الوسيلة» كما يمكن القول عنه أنه شخصية رمادية لا يمكن أن توصف بالشر المحض أو الخير المطلق، وهو مشابهه جداً لـ«ياغامي لايت» و«لولوش» لكنه يتشابه أكثر لـ«لولوش» فليس ضميره مختفٍ بالكامل بل لديه ضمير وقلب يفيض باللطف، بل إن شخصية «لولوش» أصلاً اقتبست الكثير من راينهارت فون لوينجرام، مع فارق هائل في البناء والإتقان لصالح الأخير راينهارت بالتأكيد ودون أدنى شك!، وهو ما حصل بالفعل لكن الاغلب يجهلون هذا الأنمي المظلوم بسبب قدمه وايضاً يجهلون شخصية راينهارت الاسطورية.
- زيغفريد كيركيايس

الاسم في النسخة العربية: واصف أركان
صديق راينهارت المقرب منذ الطفولة، وعلى الرغم من قوة العلاقة بينهما فـ راينهارت لا يناديه باسمه الأول «زيغفريد» أبداً لاعتقاده أنه اسم شائع بل يناديه باسم العائلة «كيركيايس» لأنه يعتبره اسماَ شاعرياً يعطي انطباعاً وشعوراً رائعين، لا يثق راينهارت بأحد كما يثق بصديقه كيركياس بل ويعتبره نصفه الآخر الذي لا يتجزأ منه! فهو يقف خلفه ويدعمه ليحقق أحلامه العظيمة، ولم يكن راينهارت ليصل إلى ربع ما وصل إليه لولا وفاء صديقه وإخلاصه، كما أن كيركياس قائد بارع للغاية على أرض المعركة، ولا يقل كثيرا عن راينهارت نفسه في هذا الشأن! كيركياس وعد آنيروزا بأن يبقى دائما في صفّ راينهارت، كما أنه يقع في حبها بشدة لكن بسبب الفارق العمري بينهما البالغ 5 سنوات وكونها نبيلة وهو من العامة فإنه يجعل حبه هذا بينه وبين نفسه ويخفيه عن الجميع حتى عن صديقه راينهارت.
- آنّيروزا فون غرونوالد

الاسم في العربية: سهام سرحان
آنيروزا الحسناء هي شقيقة راينهارت الكبرى، آنيروزا توافق على تسليم نفسها طواعية لتصبح محظية الإمبراطور فريدريك الرابع (زوجته الثانية) حماية لعائلتها من الدمار والهلاك، يمنحها القيصر لقب «فون غرونوالد» وتحظى بمكانة رفيعة عنده لجمالها الباهر وأخلاقها الرفيعة. العلاقة بين راينهارت وآنيروزا قوية ورائعة فهو لا يظهر الجانب القاسي من شخصيته أمامها أبداً وهو يريد تحريرها من قبضة الأسرة المالكة بأي ثمن أما هي تحاول بشتى الطرق حمايته من المكائد التي تحاك ضده كما لا تزعجه بمشاكلها في البلاط الإمبراطوري، تنادي صديقه كيركيايس اختصاراً بـ«زيغ» وتوصيه دائماً بأخيها الصغير خيراً كونه يملك طموحات عالية قد تعميه عن الواقع، وهي واقعة في حب كيركيايس لكنها تخفي مشاعرها عنه وعن الجميع.
- أوسكار فون روينتال

الاسم في العربية: رامز جراح
أميرال جسور ذو عزة نفس وكبرياء يأبيان الخضوع لأي كان، يلقب بـ«صاحب العينين الساحرتين» لامتلاكه عينين متغايرتي الألوان فعينه اليمنى بنية واليسرى زرقاء، تعرف على ميترماير في الجيش وأصبحا صديقين حميمين ثم أميرالين لامعين، انضما معاً لأسطول راينهارت ليشكلا النجم التوأم للإمبراطورية وركائزها، عاش طفولة فضيعة جعلته يكره النبلاء ويتمنى من كل قلبه تدميره! كما يكره النساء بشكل خاص لاعتقاده أن المرأة كائن مخلوق لخيانة الرجال وحسب، لذلك فهو يرفض الزواج والارتباط بأي امرأة كانت بل يكتفي بإقامة العلاقات معهن، كما يرفض أيضاً إنجاب الأطفال لاعتقاده أنه لا يصلح كـ أب لأي أحد ورغبة منه في قطع نسل عائلة روينتال للأبد! على الرغم من فظاعة ماضيه فإنه لا يخبر أحداً به حتى صديقه المقرب ميترماير لأن عزة نفسه وكبريائه يجعلانه يكره أن يبدو كشخص مثير للشفقة، لديه طموحات خفية لحكم المجرة الأمر الذي يجعل راينهارت وأوبرشتاين متحفظين في إعطائه المهام وتقليده المناصب.
- وولفغانغ ميترماير

الاسم في النسخة العربية: رَوَاد
من أبرز الجنرالات التي تقود أسطول راينهارد الضخم، ومن أكثرهم مهارة وبراعة على ساحة المعركة! فهو معروف بقدراته العالية على تحريك الجيوش، وهو من أبرع المخططين الاستراتيجيين في عصره بشهادة كبار القادة وبذلك فقد استحق بكل جدارة لقب «ذئب العاصفة»، هو يشكل مع روينتال النجم التوأم والركيزتين للإمبراطورية، بخلاف روينتال فقد عاش طفولة مستقرة في عائلة متوسطة من العامة ووالده كان يعمل مهندساً للحدائق وأراد له سلوك طريقه لكنه يأبى ذلك ويصبح جندياً وواحداً من ألمع الأميرالات في المجرة، متزوج من قريبة أمه إيفانغليون التي كانت تسكن معهم بعد وفاة أهلها وتسود علاقتهما الود والاحترام الكبير على الرغم من عدم تمكنهما من الإنجاب.
- باول فون أوبرشتاين

الاسم في النسخة العربية: أمجد سلطان
ضمن ظروف حربية معينة، يصبح أوبرشتاين المستشار العسكري الأول للجنرال راينهارت، يمكنك أن ترى بأن أوبرشتاين شخص ماكر وخبيث للغاية فيما يتعلق بالسياسة والحروب! أوبرشتاين ولد أعمى يستخدم عيون صناعية للإبصار، ولو ولد قبل سنوات قليلة لتم اعتباره خطراً على المجتمع لسياسة الإمبراطورية الظالمة في استبعاد الجينات الرديئة، أوبرشتاين في داخله يريد الخلاص من هذا الجور ويعلم في قرارة نفسه بأن لا أحد يستطيع ذلك سوى راينهارد، ولذلك فهو له نصير، أوبرشتاين يحتفظ برباطة جأشه دائماً مهما كانت الظروف والمصاعب! كما أنه ميكافيلي بحت فهو دائماً يقدم المصلحة العامة على المصالح الخاصة والمشاعر الإنسانية ودائماً ما يبحث عن الوسائل التي تحقق النصر بأقل قدر من الخسائر والتضحيات وأحياناً النصر دون قتال في الأساس ولو كان ذلك على حساب كبرياء القيصر وأحلام الأميرالات! لذلك فهو مكروه للغاية بينهم.
- هيلداغارد فون ماريندروف

الاسم في النسخة العربية: هاديا وليد
تنادى اختصاراً بـ«هيلدا»، فتاة نبيلة ذكية للغاية وذات عقل وبصيرة نافذيَّن مهتمة بالسياسة والحرب ولديها نظرتها الخاصة للحرب القائمة، تقف نصيرة لراينهارت في حربه الطويلة وتعهد له بالولاء باسمها واسم عائلتها، راينهارت يقدر عقلها الثاقب ورأيها الراجح وكثيراً ما يستشيرها ويأخذ برأيها في كل أموره.
- ناتينهارت مولر

الاسم في النسخة العربية: سامر
أصغر الأميرالات في جيش راينهارت ومع ذلك فهو من أكثرهم تفوقاً وإنجازاً ويلقب بـ«مولر الحديدي» لعمله البطولي في أحد المعارك، رجل مستقيم للغاية وأبيّ فهو لا يرضى أخذ مناصب لا يستحقها كما أنه لا يلوم أحداً على أخطائه أو خسارته في معاركه ومستعد لتحمل عواقبها بدلاً من لوم جنوده.
- فريتز جوزيف بيتنفيلد

الاسم في النسخة العربية: نواف
قائد أسطول الرماح السود، عصبي وصريح للغاية فهو لا يخفي مشاعره أبداً الأمر الذي يوقعه في الكثير من المشاكل كما أن تسرعه وتهوره يفسدان في أحيان كثيرة خطط راينهارت ويجعلانه جديراً بلقب «الخنزير البري».
- أدلينارت فون فهرينهايت

الاسم في النسخة العربية: رابح
أحد الأميرالات الخمسة الكبار وأكثرهم تقبلاً لراينهارت في بادئ عمله تحت قيادته، أصبح في صف راينهارت بعد عدة حروب مع النبلاء، يتمتع بسرعة البديهة والحنكة.
- إرنست ماكيلنغار

أميرال فنان وعاشق للفنون والموسيقى ويقضي وقت فراغه في العزف أو كتابة الشعر ورسم اللوحات، كان يتمنى تبني مهنة الفن لكنه لم يستطع لضعف العائد المالي منها مما حدى به ليصبح جندياً تحت إمرة راينهارت، يحترم راينهارت ويعتبره عملاً فنياً حياً.
- كارل روبرت شيانمتز

الاسم في النسخة العربية: رمزي
المالك الأول لسفينة برونهيلد قبل أن تذهب ملكيتها لريانهارت، حصيف ويحسن التصرف عند الموقف الصعبة كما أنه رجل مؤتمن .
- أورليخ كيسلر

الاسم في النسخة العربية: كريم
رجل الأمن الأول في الإمبراطورية ، صاحب قلب كبير عطوف على الضعفاء والمساكين وقبل انضمامه لصفوف راينهارت كان دائماً ما يحاول تحقيق عدالة الضعفاء وسط طغيان المجتمع النبيل.
- أغسطس صامويل واهلان

أميرال هادئ يتمتع بالحكمة ورباطة الجأش فهو يحسن التصرف في أحلك المواقف، فقد زوجته في السابق وعهد بابنه الوحيد إلى والديه.
- كورنيليوس لوتز

أحد ألمع الأميرلات في أسطول راينهارت، لديه قدرات تصويب فريدة منقطعة النظير، فقد ذراعه في أحد المعارك ويستخدم عوضاً عنها ذراعاً آلية.
- إرنيست آيزناخ

أميرال في أسطول راينهارت، يلقب بين أقرانه بـ«الأميرال الصامت» لأنه قليل الكلام لدرجة أن البعض يخالونه أبكماً، يعتمد في التواصل مع الناس على التمتمة وحركات الأصابع، عرف عنه أنه دقيق وصعب الإرضاء للغاية لذلك جنوده الذين تحت إمرته حذرون جداً في التعامل معه.
- ويليبالد يواخايم فون ميركاتز

الاسم في النسخة العربية: نمير
أحد الخمسة الكبار وأكثرهم خبرةً وقدرةً في الحرب ولا غرابة في ذلك فقد خاض معارك عديدة أكثر من التي خاضها راينهارت ويانج وين-لي مجتمعين! متزوج ولديه ابنة لكن عائلته لا تظهر أبداً في الأنمي.
- برنارد شنايدر

الاسم في النسخة العربية: شرفان
تابع القائد ميركاتز المخلص تعهد له بالولاء للأبد ، وهو مثل كيركيايس في ولائه وإخلاصه لقائده .
- فرانز فون ماريندروف

الاسم في النسخة العربية: وليد
أحد النبلاء في البلاط الملكي ووالد هيلدا، يمتاز بالرزانة والحكمة وإخلاصه المتناهي في عمله، يهتم كثيراً بأمر ابنته هيلدا فهو يأخذ برأيها دائماً كما أنه عهد إليها بمستقبل العائلة كونها الوريثة الشرعية لها لكنه يتمنى أن تعي أنها فتاة وتهتم بأمور الفتيات النبيلات كالاهتمام بالفن والموسيقى بدلاً من السياسة.
- هانز إدوارد بيرجينجرون

تابع كيركيايس وأحد أفراد أسطوله البارزين ، في البداية كان ممتعضاً منه كونه في الـ20 من عمره وقليل الخبرة لكنه يفاجأ بعبقريته الحربية العظيمة الأمر الذي يجعله يكن له احتراماً عظيماً.
- هيلميت لينكيباكت

قائد في جيش راينهارت خبير للغاية ، صاحب فخر وعزة نفس كبيرين يجعلانه مستعداً للموت ومفضلاً له على العيش بذل .
- غريغور فون ماكينبيرغار

الاسم في النسخة العربية: زيدان
أميرال أساطيل وأحد الخمسة الكبار ولعله أكثرهم أهمية وإنجازاً، دائماً ما يحيك الدسائس والمؤامرات الإيقاع بالجنرال الشاب راينهارت.
- إيرينبيرغ

الاسم في النسخة العربية: زيدان
أميرال أساطيل في الجيش الإمبراطوري.
- ستاينهوف

الاسم في النسخة العربية: زيدان
أميرال أساطيل في الجيش الإمبراطوري.
- ستادين

الاسم في النسخة العربية: سعيد
أحد الخمسة الكبار وقد كان معلمًا في الكلية الحربية وقد قام بتعليم ميترماير سابقاً، يقدس النظريات جداً ودائما يتمسك ويشيد بها لكنه ليس جيداً في تطبيقها لذلك يطلقون عليه لقب «عبد النظرية».
- فلوغيل

أحد الخمسة الكبار أصبح في إمرة راينهارت في معركة أستارت مستبدٌ ومعتدٌ برأيه كثيراً.
- آرلاخ

الاسم في النسخة العربية: عَياش
أحد الخمسة الكبار وقائد مؤخرة الجيش الإمبراطوري تحت إمرة راينهارت في معركة أستارت، هو الآخر مستبدٌ ومعتدٌ برأيه كثيراً وبدرجة أكبر من غيره من الخمسة الكبار.
- توما فون ستوكهاوسين

الاسم في النسخة العربية: نزيه رأفت
أحد القائدَين المسؤوليَن عن قلعة إيزرلون والمسؤول عن الدفاع عن القلعة، ليس على وفاق مع سييكت ودائماً ما يتشاجران على أتفه الأسباب، يظن الناس من حوله أنه شجاع يفضِّل الموت على الاستسلام لكن يبدو أن الحقيقة خلاف ذلك تماماً.
- هانز دايتريتش فون سييكت

الاسم في النسخة العربية: بهجت سمير
أحد القائدَين المسؤوليَن عن قلعة إيزرلون والمسؤول عن الهجوم في القلعة ويبدو أنه هو الآخر ليس على وفاق مع ستوكهاوسين أو شخص ينشد الولاء من مرؤوسيه، صاحب فخر عظيم يأبى عليه الاستسلام أو الهروب من أرض المعركة حتى وإن أدى ذلك إلى موته.
- فيرنار أنتون

الاسم في النسخة العربية: عَوني
كان في البداية ضد راينهارت لكن بسبب ظروف معينة يغير ولاءه وينضم لراينهارت ليصبح تحت إمرة أوبرشتاين، يحترم أوبرشتاين كثيراً ويعتبر كل ما يقوم به صحيح بغض النظر عن رضا الناس عن ذلك.
- شترايت

الاسم في النسخة العربية: صبري
رجل شريف كان يخدم لدى النبلاء، يحاول دائماً إنهاء المعارك والمسائل بأسهل الطرق التي تحول دون سفك للدماء.
- أوفسيلار

الاسم في النسخة العربية: عمار
قائد الجنود المشاة في حصن «رايتينبرغ» تعلو وجهه الوشوم، بربري ومتوحش للغاية لدرجة أن لا أحد يجرؤ على الوقوف في وجهه! على النطاق الشخصي فهو يحب الاحتفاظ بتماثيل الحيوانات المحنطة فبيته مليء بها.
- أنتون هيلمر فون ساكنت

صاحب اكتشاف جزيئات سافيل الموجهة، تحوم حوله الشائعات كونه فاسداً ومختلساً للأموال الحكومية .
- برونو سيلفر بيرخ

مهندس البناء في الأمبراطورية وقد عهد راينهارت له بهذا المنصب لأمانته العالية، مبدع للغاية ومهووس بعمله الذي يقضي أغلب وقته فيه ويتمنى إعلاء أعلى المناصب ليس طمعاً فيها بل رغبة منه في الحصول على فرص أكثر وحرية أكبر لتنفيذ كل ما يمكنه من تصاميمه، لكن على النطاق الشخصي فهو فوضوي للغاية فثيابه فوضوية وغير مهندمة وشعره غير مسرح كما أن وجهه ليس ملتحياً بالكامل أو حليقاً بالكامل! وغرفته كل من يراها يخالها معملاً من شدة الفوضى فالأسلاك وقطع بناء النماذج متناثرة في كل مكان!.
- كارل جوستاف كيمبف

أحد الأميرالات في أميرالية راينهارت، رزين للغاية ومتحفظ في قراراته كما أنه مخلص وشجاع، متزوج ولديه ابنان.
- كارل إدوارد بايرلاين

أحد القادة تحت إمرة ميترماير ، مخلص للغاية.
- ألفريد غالبازير
- برونو فون كانبينشتاين
- شخصيات النبلاء والسلالة الحاكمة:
- رودولف فون غولينبام

الاسم في النسخة العربية: رامي شعلان
أول إمبراطور للإمبراطورية المجرية ومؤسسها فهو أول من أعاد تنظيم عالمهم الفوضوي كما خلص الفضاء من القراصنة الفضائيين الذين عاثوا في الفضاء فساداً مستغلين الفوضى وضعف الحكم ، لذلك أطلق عليه «رودولف العظيم»، لكن عرف عنه أنه سادي وشديد البأس فقد كان حكمه قائماً على الدكتاتورية المطلقة وأباد كل شخص يعارضه، كما اعتبر المرضى وأصحاب العاهات والجينات الرديئة خطراً على المجتمع فحكم عليهم بالإعدام أو الموت الرحيم ووضع قانون «استبعاد الجينات الرديئة» الذي يقضي بإعدام كل أصحاب العاهات !
- سيجيموند فون غولينبام

حفيد رودولف العظيم والإمبراطور الثاني من بعده، لا يقل وحشية وسادية عن جده فقد حكم الإمبراطورية بعده بكف من حديد وقمع إحدى الثورات في عهده خلال 28 يوماً فقط!
- فريدريك فون غولينبام

الاسم في النسخة العربية: فريد الرابع
يعرف بـ«فريدريك الرابع»، الأبن الثالث للإمبراطور وبخلاف أخويه القائدين القويين فقد عرف عنه أنه فاسق وماجن لدرجة أن أهله كادوا يتبرؤون منه!، ولم تذهب مقاليد الحكم له إلا لموت أخويه، عاش حياته عابثاً مع الكثير من العشيقات إلى أن فضَّل البارونة سوزانا فون بينيموندي لفترة طويلة ثم فضَّل عليها أنارونا فون ميوزيل أخت راينهارت ذات الـ15 ربيعاً فقط، يقضي أغلب وقته في تربية الورد والعناية به.
- سوزانا فون بينيمودندي

الاسم في النسخة العربية: أسمهان
عشيقة القيصر فريدريك الرابع التي تخلى عنها بعد تفضيله لآنيروزا، لكنها ما زالت تحب القيصر وتحاول بشتى الطرق الوصول إليه لكنه يرفضها في كل مرة! دائماً ما تحيك المؤامرات والدسائس للقضاء على آنيروزا وأخيها راينهارت من أجل استعادة حضوتها السابقة عند القيصر!.
- كلاوس فون ليتشينلادي

الاسم في النسخة العربية: عياد
وزير الداخلية للإمبراطورية ، دائماً ما يرافق القيصر فريدريك الرابع أينما ذهب، لديه طموحات خفية لحكم المجرة.
- أوتو فون براونشواينغ

الاسم في النسخة العربية: رشوان
صهر القيصر فريدريك الرابع حيث تزوج ابنته أماري وهو والد إليزابيث ، نبيل وقح وسَفِيه يحاول بشتى الطرق توريث الحكم لابنته.
- فليجيل فون براونشواينغ

الاسم في النسخة العربية: محسن
ابن أخ براونشاوينغ ولا يقل فساداً ووقاحة عن عمه! يرى العرق النبيل مفضلاً على العامة ويحتقرهم من كل قلبه! يتمنى الموت ميتة بطولية في أرض المعركة.
- آيزينباخ

الاسم في النسخة العربية: مسعود
تابع براونشاوينغ المخلص والمؤتمن، قوي وجريء كنا أنه أكثر حكمةً وتعقلاً من سيده المستبد برأيه فهو لا يأخذ برأيه أبداً.
- وييليهيلم فون ليتينهايم

الاسم في النسخة العربية: أسامة
صهر القيصر فريدريك الرابع حيث تزوج ابنته كريستين وهو والد سابين، أناني وفاسد يحاول هو الأخير توريث الحكم لابنته.
- إيروين جوزيف فون غولينبام

الاسم في النسخة العربية: ناظم
ابن القيصر الأصغر والوريث الذكر الوحيد، طفل فاسد ومدلل يقضي أغلب وقتها في العبث وتحطيم وإفساد الأشياء والمقتنيات حتى ألعابه كما أنه لا يكن أي احترام لمن هم أكبر منه فيتلفظ بأقذع الألفاظ على من هم أكبر منه، وكثيراً ما كان يضرب خدمه بدون سبب!.
- إليزابيث فون غولينبام

الاسم في النسخة العربية: سوسن
حفيدة القيصر وابنة براونشاوينغ، لا تظهر فعلياً في الأنمي.
- سابين فون غولينبام

الاسم في النسخة العربية: ليال
حفيدة القيصر وابنة ليتينهايم، مدللة وفاسدة تحصل على كلما تريده، تظهر فعلياً في الأوفا
فقط.
- ألفريد فون لينزبيرغ

نبيل محب للكتابة ، هو وعائلته توارثوا مخططات الممرات السرية تحت قصر نيوسانوسكي.
- ماكسيميليان فون كاستروب

الاسم في النسخة العربية: سليمان أمين
حاكم أحد الكواكب ، والده كان يختلس المال وفي عهده رفض إعادة المال الذي إختلسه والده الأمر الذي يقود لثورة عارمة ، ولم وولد يعامل أتابعه كأكياس ملاكمة فهو لا يتوقف عن ضربهم وإهانتهم لأتفه الأسباب.
- شخصيات أخرى:
- كورت

جندي في جيش راينهارت، متفائل للغاية لأنه يعلم أنه ميت لا محالة لذا يستثمر كل وقته ولا يحاول إضاعته بالقلق! فقد يده في أحد المعارك ويستعمل يداً صناعية لذا لا يخشى الموت من الإصابات.
- تونو

صديق كورت، مجند جديد تعوزه الثقة لذا كثيراً ما يحاول كورت تهدئته.
- ماغدالينا فون ويستليه

الاسم في النسخة العربية: مُنى
امرأة نبيلة وعصامية فثروتها لم تأتِ إليها نتيجة الزواج بل بسبب عملها الدؤوب واستثماراتها الناجحة، صديقة آنيروزا في البلاط الملكي التي تورع الكثيرون من صداقتها كونها نبيلة فقيرة وحتى من أرادوا صداقتها لم يجرؤوا على ذلك لخوفهم من الشماتة بهم أو من إفساد علاقتهم مع النبلاء الآخرين لكنها بكل جرأة طلبت صداقتها وأصبحت تدافع عنها في كل محفل ضد من يحاولون إهانتها! لذلك العديد ممن أهانتهم بسخريتها منهم يخشونها ولا يجرؤون على حضور الحفلات التي تحظرها خوفاً من إهاناتها!.
- سيباستيان فون ميوزيل

الاسم في النسخة العربية: سالم
والد راينهارت وآنيروزا ، متعلق جداً بزوجته كلاريني التي بعد وفاتها يدخل في حالة اكتئاب وإحباط كبيرين الأمرين اللذان يقودانه إلى الأدمان على الكحول وتهربه من واجباته الأبوية تجاه ولديه، راينهارت يكرهه بشدة لبيعه أخته الحبيبة ويأخذ منه فكرة سيئة عن الآباء.
- كلاريني فون ميوزيل

والدة راينهارت وآنيروزا ، ماتت وهي تحاول إنقاذهما من سيارة مسرعة فقد سائقها السيطرة عليها، لا تظهر في الأنمي إنما تظهر فقط في فلم الأجنحة الذهبية.
- إيفانغليون ميترماير

تنادى اختصاراً بـ«إيفا»، زوجة ميترماير وقريبة أمه التي كانت تقطن معهم بعد وفاة أهلها، كانت تبادله الحب قبل زواجهما، تسود علاقتهما الود والاحترام الكبير على الرغم من عدم قدرتهما على الإنجاب، مرحة ونشيطة كما أنها تملك روحاً جميلة وقلب طفلة بريء فهي لا ترى رجلاً غير زوجها!.
- إيميل فون سيلي

طالب طب في الكلية الحربية، يرافق راينهارت أينما ذهب كخادم له ويكن له كل الإعجاب والاحترام ، راينهارت أيضاً يبادله الاحترام ويعتبره أخاً صغيراً له.
- الفايكونت فون كلاينغيلت

الاسم في النسخة العربية: أسعد
والد فيير وولي أمر عائلة كلاينغيلت، كاره للحرب ومهتم بأمر كثيراً كما أنه يحظى بعزة نفس كبيرة تأبى عليه الانصياع لأي كان أو الموت ميتة مذلة على الرغم من كبر سنه.
(هذه الشخصية إضافة من الأنمي ولم تكن موجودة في الرواية).
- فيير فون كلاينغيلت

الاسم في النسخة العربية: عدلة
امرأة نبيلة وأرملة حرب حيث فقدت زوجها أوبيند في إحدى الحملات، وهي في الأصل صديقة طفولة كيسلر وقد كانا كثيراً ما يلعبان مع بعضهما بين الحقول وقد تعاهدا على الزواج عندما يكبران، لكن حال دون ذلك ذهاب كيسلر للحرب بعد أصبح جندياً، تكره الحرب بشده ولا غرابة في ذلك فهي من أخذت منها صديقها، زوجها وربما كبرياء أبيها .
(هذه الشخصية إضافة من الأنمي ولم تكن موجودة في الرواية).
- أوبيند فون كلاينغيلت

الاسم في النسخة العربية: جاد
زوج فيير ووالد كارل والوريث الأسبق عائلة كلاينغيلت، تسود علاقتهما الاحترام والحب العظيم لكن للأسف مات ميتة مشرفة في الحرب عندما كان ابنه صغيراً.
(هذه الشخصية إضافة من الأنمي ولم تكن موجودة في الرواية).
- كارل فون كلاينغيلت

الاسم في النسخة العربية: حامد
ابن فيير ووريث العائلة، عندما رأى كيسلر للمرة الأولى أحس بالألفة معه لشبهه الكبير بوالده الراحل .
(هذه الشخصية إضافة من الأنمي ولم تكن موجودة في الرواية).
- مونتارك

الاسم في النسخة العربية: مراد
كبير الخدم لعائلة كلاينغيلت، خدم العائلة كمعلم وكبير خدم لمدة 40 عاماً وكان في غاية الإخلاص.
(هذه الشخصية إضافة من الأنمي ولم تكن موجودة في الرواية).
- تيريز

الاسم في النسخة العربية: سحر
إبنه مزارع على أحد الكواكب الحدودية، تتعرف على القائد فرانز وتشاركه حلمه في أن تجد كوكباً مجهولاً تقوم بزراعته وتحويله لكوكب أخضر تعيش فيه مع عائلتها المستقبلية .
(هذه الشخصية إضافة من الأنمي ولم تكن موجودة في الرواية).
- كونراد فون مودر

الاسم في النسخة العربية: وعد سلمان
فتى صغير من الكلية الحربية يشترك في الحرب مذ بلغ الـ13 من عمره، يعهد به لآنيروزا فيما بعد.
- كونراد رايتينزل

الاسم في النسخة العربية: وعد صادق
أحد الجنود في قلعة غارميش، حكيم ويحسن التصرف كما يملك نظرة خاصة عن الإخلاص والولاء فهما لا يجب أن يُمنحا لمن لا يستحقهما .
- هينيريخ فون كيونميل

قريب هيلدا الوحيد، يعهد به لعائلة ماريندروف بعد فقدانه لعائلته، مصاب منذ طفولته بمرض لا شفاء له يجعله غير قادر على السير أو مفارقة السرير دون كرسيه المتحرك، متأثر كثيراً بقصص العظماء أمثال تساو تساو أو جنكيز خان ويتمنى أن يصبح مثلهم لذلك يكره مرضه وعجزه الذين يحولان دون تحقيق ذلك.
- كلارا

ممرضة في المستشفى العسكري، تصبح خطيبة للوتز فيما بعد.
- أليفريدي فون كلوراش

(هذه الشخصية حرق ، يفضل عدم قراءة هذا التعريف إن لم تكن متابعاً للرواية أو الأنمي)
ابنة أخت ليتشينلادي ، تحاول قتل روينتال لتسببه في مقتل خالها لكنها فيما بعد تسكن معه كعشيقة له وتحمل بطفله.
- فيليكس ميترماير

(هذه الشخصية حرق يفضل عدم قراءة هذا التعريف إن لم تكن متابعاً للرواية أو الأنمي)
ابن روينتال وألفريدي الغير شرعي، يعهد إليه لصديقه ميترماير الذي يتبناه على نية أنه عندما يكبر سيخيره بين أن يظل منسوباً له أو منسوباً لأبيه الحقيقي روينتال، تمنحه زوجته إيفا اسم «فيليكس» الذي يعني في لغة قديمة «السعادة» حيث كانت دائماً تحتفظ بهذا الاسم لطفل قد يأتي وربما لا.
- ماريكا فون فرايكا

خادمة لطيفة وبريئة في البيت الإمبراطوري وصديقة للإمبراطورة، عند الخطر تردد تعويذة تعلمتها من جدها «بوكس بوكس بجيسيس» التي تعني «إبتعدي أيتها المصيبة!».
- آليكساندر زيغفريد فون لوينغرام

(هذه الشخصية حرق يفضل عدم قراءة هذا التعريف إن لم تكن متابعاً للرواية أو الأنمي)
ينادى اختصاراً بـ«الأمير أليك» وهو ابن راينهارت وهيلدا وأمير الأمبراطورية الثاني من بعده في الخط التسلسلي لسلالة لوينغرام، أطلق راينهارت عليه اسم زيغفريد تيمناً باسم كيركيايس الأول رفيق عمره ونصفه الآخر.

## شخصيات تحالف الكواكب الحرة
الشخصيات الرئيسية وأميرالات جيش التحالف:
- يانج وين-لي

الاسم في النسخة العربية: عادل عزمي
لم يكن يانج يريد أن يصبح جندياً فهو شغوف بالتاريخ منذ طفولته ، لكن الفقر الشديد يضطره للالتحاق بالجندية من أجل كسب لقمة العيش ، ومن هنا تبزغ عبقريته في الارتجال وقيادة الجيوش في المعارك ليصبح ألمع ضباط اتحاد الكواكب الحرة على الإطلاق!. على العكس من راينهارت، يانج يتصرف دائماً كشخص بسيط متواضع، فهو إنسان هادئ يحب أن يحتسي الشاي في سلام، يمكنك أن تقول بأن يانج وين-لي هو نموذج لشخصية «صانع السلام» في السلسلة ، وعلى الرغم من عدم اقتناعه بالحرب ورفض المسؤولين لسماع اقتراحاته، فهو يدافع عن دولته كأي مواطن مخلص. خلال إحدى الحروب الطاحنة التي يفلت بها يانج بمعجزة، يتم تلقيبه بـ (المعجزة يانج) و (الساحر يانج) نظراً لقدراته الخططية ضمن أحلك الظروف والمواقف. يانج وين-لي هو أحد أعظم الشخصيات التي ظهرت في عالم الأنمي على الإطلاق!، ربما لا يضاهي خصمه راينهارت في الكاريزما والجاذبية المطلقة، لكنه يفوقه عفوية وتلقائية، ساهم في ذلك أيضاً الأداء الصوتي العظيم للممثل المتوفي تومياما كي، بعد أن خلده هذا الدور إلى الأبد.
- جوليان مينسي

الاسم في النسخة العربية: جواد
قتل والداه في الحروب كما فقد جدته التي كان يقيم معها لينتهي به المطاف بالحارس الشخصي للقائد يانج وين-لي حسب توصية القائد كازلنو ، جوليان فتى ذكي ومحنك وهو يدير شؤون قائده الذي لا يعرف حتى كيف يرتب منزله ، جوليان يعتني بأمر يانج ويحترمه كثيراً ويعتبره مثله الأعلى ، يطمح أن يصير جندياً يحمي العدالة والمساواة مثل والده ويساعده في ذلك عمله الدؤوب واجتهاده على الرغم من محاولات يانج المتكررة لجعله يغير رأيه بشأن الجندية .
- فريدريكا غرينهيل

الاسم في النسخة العربية: هيفاء جميل
منذ أن التقت بيانج وين-لي وهي ترتبط معه بصداقة لا بأس بها ، وينتهي بها المطاف كواحدة من أهم الضباط تحت إمرته حسب توصية كازلنو، تقع في حب يانج وتحترمه كثيراً بعد إنقاذه لها هي وأمها في حادثة كوكب «إيلفاشيل» ومن حسن حظها أنها عملت مساعدة له، معروف عنها أنها ذات ذاكرة قوية تساعدها في كثير من الأحيان على تذكر أبسط التفاصيل، كما تتميز شخصيتها بالصراحة والإخلاص كما أنها مُجدة ومثابرة في عملها ولا تبدي أي تقصير ، صابرة على كل المصائب والصبايا التي نصيبها كتومة لا تظهر مشاعرها لأحد ودائماً ما تخفي أحزانها بينها وبين نفسها مهما كان وقع الموقف عليها .
- آليكس كازيلنو

الاسم في النسخة العربية: حسان
قائد الموارد البشرية في جيش تحالف الكواكب الحرة ، صديق مخلص ليانج وين-لي منذ أمد بعيد يتمنى له الخير دائماً ولا يتورع عن التهكم والسخرية منه كونه كسولاً لا يجدر به إجهاد نفسه بالعمل والجزء الوحيد المفيد منه هو رأسه! وهو الذي قام بالتوصية لجوليان ليقيم مع يانج حيث أنه أعزب ولا يعرف كيف يهتم بنفسه فالأولى به تبني صبي يكون له عوناً في الحياة، كما قام بالتوصية لفريدريكا لتعمل مساعداً ليانج، متزوج ولديه ابنتان وقد قام بالترتيب لزواج جوليان من إحدى ابنتيه التي تدعى شارلوت وكثيراً ما ينصح يانج بالزواج فهو يؤمن بأن أحد أهم الواجبات على الإنسان الزواج وبناء أسرة يستطيع منها نقل جيناته للأجيال التالية.
- داستي أتنبرو

الاسم في النسخة العربية: منصور
ما كان ليصبح جندياً لولا ظروف عائلته الخاصة فقد كان يتمنى أن يصبح صحفياً لولا إجبار والده له على الجندية إنفاذاً لوصية نسيبه جد أتنبرو من أمه، يمكن القول عنه أنه أسطورة ثانية من أساطير التحالف مثل يانج وين-لي بسبب تكتيكاته ومناوراته الفريدة، يحب تأليف المقالات والشعر وكذلك النثر ودفتر مذكراته لا يفارقه أبداً فهو يدوِّن فيه كل ما يستجد له ، كاتب ساخر وصريح للغاية لا يتردد في طرح آرائه دونما أي اهتمام بما يظنه الناس عنه ودائماً ما يردد عبارة:«وماذا في ذلك؟!» التي يعتبرها أقوى كلمة على الأطلاق!، شعاره دائماً وأبداً:«أنا أقاتل القيصر بدافع نزوة وحماقة!».
- والتر فون شينكوب

الاسم في النسخة العربية: حمدي حمدان ثم تم تغييره إلى حمدي خليل
القائد الثالث عشر لكتيبة الروزين ريتر «فرسان الوردة»، وهي كتيبة تضم المنفيين والمنشقين من الإمبراطورية للتحالف، يعود نسله إلى عائلة نبيلة فقيرة وإنشق عن الإمبراطورية وانتقل للعيش في التحالف منذ كان طفلاً في عمر السابعة بسبب وشاية كاذبة مفتراة عليهم من وريث طامع في الورث، قوي للغاية في القتال القريب ومقاتل شرس لا يشق له غبار ومع ذلك فهو ذو شخصية مرحة وكثيراً ما ويقول النكات ويتهكم على الواقع حتى في أحلك الظروف وفي وسط أرض المعركة!، وعلى الرغم من بسالته في القتال ورميه بنفسه إلى التهلكة عدة مرات فإنه لا يتمنى ميتة بطولية بل يتمنى العيش حياة طويلة سعيدة تنتهي عن عمر يناهز ال150 على الأقل على فراشه محاطاً بأحفاده وأحفاد أحفادهم!، يعرف عنه أنه زير نساء.
- أوليفر بوبلان

الاسم في النسخة العربية: نجيب
أحد ألمع قادة الطرادات الإسبرطية المعروفة ب«الفايليكيري» على الأطلاق! يحضى بشخصية مرحة وفكاهية للغاية ودائماً ما يرمي بالنكات والتهكمات الساخرة على أقارنه خاصة صديقه كونيف الذي يسخر منه دائماً لكرهه المزاح والنكات ولكونه غير شعبي بين النساء فهو يفضل اللعب بلعبة الكلمات المتقاطعة على إقامة العلاقات معهن ، أيضاً يتهكم دائماً على أتنبرو ويسخر منه كونه في الثلاثين من العمر وكثيراً ما يقول له أتنبرو لم أصبح في الثلاثين رغبة مني أنت أيضاً ستغدو في الثلاثين يوماً ما! كما هو الحال مع شينكوب يعرف عنه هو الأخر بأنه زير نساء.
- إيفان كونيف

الاسم في النسخة العربية: رفيق
أقوى قائد للفايليكري بجانب بوبلان ولعله أكثر حكمة وهدوءاً منه، صديق بوبلان المقرب الذي يتبادلان دائماً الأحاديث والسخرية ويغار منه لأنه ذو شعبية كبيرة بين النساء في حين هو لا ، يقضي أوقات فراغه بلعب لعبة الكلمات المتقاطعة.
- موراي

الاسم في النسخة العربية: نعمان
أحد القادة الحاذقين تحت إمرة يانج، مجتهد للغاية ويؤدي مهماته الموكلة إليه بإخلاص متناهٍ كما أن موراي جاد جداً ولا يسمح بالأحاديث والدردشات خارج نطاق العمل كما أنه لا يتقبل المزاح ودائماً ما يحمحم عندما يرى الآخرين يبدؤون بالمزاح والحديث حول مواضيع خارج نطاق عملهم ، لهذا فبعضهم أمثال أتنبرو وبوبلان يعتبرونه ثقيل الدم ولا يحبذون معاشرته.
(يعتقد أن موري ياباني ودليل ذلك أن اسم موراي اسم ياباني!)
- فيودور باتيرتشوف

الاسم في النسخة العربية: فهمي
صديق لموراي، رجل سمين ممتلئ الجسد لكنه قوي للغاية وجسور فيما يتعلق بالقتال القريب كما أنه عندما يضرب أو يطعن لا تظهر آمارات الألم على وجهه بل يكتفي بقوله:«ألا تعلم أن هذا مؤلم؟!»، باتورتشيف هيَّن ليَّن يتمتع بروح مرحة وابتسامة لا تفارق محياه.
- كاسبر لينز

أحد أعضاء كتيبة الروزين ريتر وصديق لشينكوب فهما مع بلومهارت يشكلون فرقة قوية في الجيش ومجموعة أصدقاء مخلصين لا يفارقون بعضهم أبداً! ، يهوى الرسم ويقضي وقت فراغه فيه.
- راينر بلومهارت

أحد أعضاء كتيبة الروزين ريتر وصديق شينكوب ولينز أيضاً، يحب اللعب بالفؤوس ودائماً ما يظهر في الصور ممسكاً بفأس في يده، لديه وشوم على شكل أساور على كلتا يديه.
- إدوين فيتشر

أحد القادة الكبار والقدامى في جيش التحالف ينضم للأسطول ال13 تحت إمرة يانج، صديق لموراي وهو أيضاً جاد جداً ومخلص في عمله ولا يقل عن موراي في هذا الشأن.
- لاو

صديق ليانج في الأسطول السادس، تغلب عليه الجدية لكنه يتمتع بروح مرحة ومتفائلة حتى في أحلك الظروف ودائماً ما يردد:«أنا أمتلك حظ الشياطين!» حيث أنه دائماً ينجو من أصعب الحوادث، حسب الرواية فهو الذي كان مع يانج وين-لي في الأسطول السادس خلال معارك تيامات ومعركة أستارت وليس أتنبرو كما في الأنمي.
- جان روبرت لاب

الاسم في النسخة العربية: طارق عيَّاد
صديق ليانج منذ أيام دراسته في الكلية الحربية وخطيب جيسيكا، طيب القلب صاحب روح جميلة متفائلة وهو من عرَّف يانج وين-لي على جيسيكا التي هي في الأصل صديقة طفولته، وهم معاً يشكلون مجموعة أصدقاء رائعة، قائد محنَّك وذكي لكن قادته لا يأخذون آراءه على محمل ويسفلون بها لحرصها الشديد .
- جيسيكا إدواردز

الاسم في النسخة العربية: نسرين خطَّار
خطيبة لاب وصديقة طفولته، هي ولاب ويانج كانوا أصدقاء رائعين أيام الدراسة في الجامعة، تحب العزف على البيانو وقامت بدراسة فن العزف عليه في معهد الموسيقى ومنه أصبحت معلمة للموسيقى هناك، جيسيكا امرأة مناضلة ومثابرة لا تعرف اليأس وكثيراً ما تردد:«أين أنتم أيها السياسيون حينما كنتم ترسلون الأبرياء للموت في ساحة المعركة؟!»، مناصرة لحقوق المواطنين وحزب الديموقراطية جريئة لا تخاف في الحق لومة لائم!.
- أليكساندر بيكوك

الاسم في النسخة العربية: فهيم
أحد أقدم القادة في جيش التحالف وأكثرهم خبرةً وإخلاصاً علاوة على أنه حكيم للغاية وقائد فذ!، صديق ليانج ونصير له في أحلك الظروف، متزوج وتسود علاقته مع زوجته الكثير من الاحترام المتبادل والتقدير.
- دويت غرينهيل

الاسم في النسخة العربية: جميل
قائد بارز من قادة التحالف ووالد فريدريكا، إنسان مستقيم مهتم ببلاده اهتماماً جماً يحزنه ما هي عليه من فساد إداري وسياسي ويتمنى لو تمكن من إزالته بنفسه ومستعد لبذل الغالي والنفيس في سبيل ذلك.
- سيدني ستوليت

الاسم في النسخة العربية: سهيل
قائد كبير في جيش التحالف، حكيم وماهر وكما أنه أبيِّ وجريء لا يخشى في الحق لومة لائم! يعرف بموهبة يانغ وين-لي وهو من يكلفه بالاستيلاء على قلعة إيزرلون كما يحضه دائماً على تسخير موهبته الفذة هذه في خدمة جيش التحالف وتقليل خسائرهم الفادحة.
- بجداشو

الاسم في النسخة العربية: يامن
في البداية لم يكن ضمن أسطول يانغ لكن ظروفه تجعله ينضم إليهم متخلياً عن كل مبادئه متحججاً في ذلك بأن المبادئ ما هي إلا وسائل للبقاء على قيد الحياة والقتال من أجل قضايا خاسرة لا يؤدي إلا إلى الموت، معروف عنه أنه هاكر بارع في تقنية المعلومات.
- كاتيروز فون كروزر

تنادى اختصاراً ب«كارين»، تعمل طيارة في فرقة بوبلان ومنها يعرِّفها بوبلان على جوليان ، جندية فذة للغاية أتقنت استخدام طائرات الفاليكيري في وقت قياسي!، متحفظة كثيراً لا تقبل بأدنى تقصير أو خطأ الأمر الذي يجعلها توبخ كثيراً بقية المجندين معها وتطالبهم بأن يبدون اهتماماً أكبر بأعمالهم، عدا عن الجندية فهي في غاية الجمال والروعة فالكثير من الشباب حولها مفتونون بها كما أنها تشبه شينكوب في الكثير من الأمور الأمر الذي يجعل الرابطة بينهما موضع شبهة.
- سون سولز كواريرايتور

مجند في إحدى للأساطيل يعين كقائد الأسطول نيابة عن قائده ثم ينضم إلى أسطول يانغ ويصبح هناك أحد أهم القادة تحت إمرأه، مخلص ومجتهد للغاية في عمله كما أنه هادئ حسن السمت والمعشر .
- لويس ماشينجو

ضابط يعمل في جيش يانغ، مطيع ومخلص في عمله لكنه قوي وصلب وعندما يغضب يكون قادراً على إبادة كتيبة كامل بمفرده حسب ما يقول شينكوب عنه، قام شينكوب بالتوصية عليه ليكون الحارس الشخصي ليانج في إحدى مهماته، فيما بعد يصبح الحارس الشخصي لجوليان ويبقى كذلك حتى نهاية القصة، دائماً ما يردد:«لا يمكن للمرء الهروب من قدره».
- لازار لوبوس

أحد القادة في جيش تحالف الكواكب الحرة.
- داوسون

قائد من جيش التحالف، متعطش للمناصب ساعٍ إليها ، يغار من يانج لكونه أصبح أميرالاً في سن أصغر منه.
- نيغونيان فان هو

أحد القادة في أسطول يانغ، يحب أجواء المعارك المشحونة ويضحك بشكل هيستري عندما يكون فيها يضرب عدوه بالغارات.
- هورتانس كازلنو

زوجة كازلنو ، امرأة مفوهة وبالغة الحجة فهي دائماً ما تتحكم بزوجها كازلنو بشدة وتلزمه أن يأخذ برأيها ويذعن لكلامها في كل الظروف فهي تؤمن بأن على المرأة أن تتعلم التحكم بزوجها قبل تعلم الطبخ حتى لا يعيث فساداً في البيت، كازلنو يتنازل دائماً عن مواقفه وآرائه أمامها لإيمانه الراسخ أنه من أجل بقاء الود بين الزوجين على الرجل أن يتنازل ويجعل المرأة تفوز لأن كسب القلوب أهم من كسب الموقف المؤقت ؛ لذلك تسود علاقتها الألفة والمودة.
- شارلوت فيليكس كازلنو

ابنة كازلنو الكبرى وهي فتاة لطيفة للغاية وبريئة، رتب والدها زواجها من جوليان عندما تكبر ولذلك كثيراً ما يحثه على التفكير بها كعروس له وأن يبقى بعيداً عن المخاطر حتى لا يقلقها عليه، لها أخت صغرى أيضاً لكن لا يذكر اسمها في الأنمي.
- أندرو فورك

الاسم في النسخة العربية: فادي
قائد نرجسيٌ معتد بنفسه كثيراً، لا يثبت مهاراته بالفعل بل بالكلام فقط والتسفيل من شأن الآخرين، كان الأول في الكلية العسكرية ولعل الضغط في الحصول على أعلى الدرجات ومحاولاته المستميتة الدائمة في إثبات الذات هو سبب إصابته بداء النقطة.
- أوو لان هو

أحد القادة في جيش التحالف والذي كان أتنبرو تحت إمرته قبل أن ينضم لأسطول يانج وين-لي ، قائد نبيل مستعد للتضحية بنفسه في سبيل نجاة حلفائه .
- السالم

الاسم في النسخة العربية: سامح
أحد القادة في جيش التحالف ، شارك في معركة أمليتز
- أبيلتون

أحد القادة في جيش التحالف ، شارك في معركة أمليتز
- آرثر لينتش

الاسم في النسخة العربية: ياسين
قائد مؤخرة الجيش في كوكب «إيلفاشيل» الذي تقبض عليه قوات الإمبراطورية أثناء محاولته الهروب هو وبقية القادة معه فيصبح سجيناً عندهم مكروهاً منهم ومن بقية السجناء لجبنه وتخاذله في حماية المواطنين الذي كانوا تحت إمرته فيطلقون عليه «جبان إيلفاشيل».
- الشخصيات السياسية
- جوب ترونيهت

الاسم في النسخة العربية: جهاد
وزير الدفاع في تحالف الكواكب الحرة ، يحض مواطني دولته على القتال في الجيش والتضحية بالنفس في سبيل الوطن ويتشدق دائماً بعبارات الديموقراطية والوطنية لكنه على النقيض تماماً فهو لم يشارك في الحرب قط ولم يرسل أياً من عائلته إليها وكل من يحاول الوقوف في وجهه أو الاعتراض على كلامه يرسل خلفه كتيبة من الجيش الوطني تدعى «فيلق الفرسان الوطنيين» التي تعمل تحت إمرته بشكل غير رسمي وتبيد كل من يعارضه .
- خوان ليبيلو

الاسم في النسخة العربية: عاصي
وزير الموارد البشرية في تحالف الكواكب الحرة ، بخلاف البقية فهو أكثر تمسكاً بحقوق المواطنين وحرصاً على حيواتهم ويرى أن لا مستقبل للدولة دون مواطنيها .
- جيمس ثورينديك
- كورنيليا

الاسم في النسخة العربية: لبنى
أحد أعضاء الكونغرس في تحالف الكواكب الحرة ، ولعل الكاتب إقتبس هذه الشخصية من هيلاري كلينتون لشبههما الكبير في المنصب والطباع .

## شخصيات إقطاعية فيزان
- أدريان روبنسكي

الاسم في النسخة العربية: رائد
اللاندشير الحالي لكوكب فيزان الإقطاعي، ماكر وخبيث إلى أقصى الحدود فهو يخطط دائماً للتحريش بين الإمبراطورية والتحالف وجعل الحرب بينهما سرمدية، له اتصالات بالغة السرية وعلاقات مجهولة الهدف بكنيسة الأرض والمطران الأكبر.
- دومينيك سانت بيير

امرأة حاذقة وماكرة تعمل راقصة ومغنية بوب في فيزان، هي عشيقة روبنسكي المفضلة وعلى الرغم من حصولها على المال والشهرة منه فهي ترفض التخلي عن الرقص والغناء.
- روبرت كيسليرينغ

أمين حكومي يعمل عند روبنسكي، لديه طموحات كبيرة لاستلام مقاليد الحكم من روبنسكي بالقوة ويستخدم في ذلك كل الحيل الممكنة مهما كانت خسيسة وسافلة.
- نيكولاس بولتيك

مساعد الأقطاعي روبنسكي وأمين سره كما أنه الوسيط بينه وبين الإمبراطورية المجرية، إنسان متردد ولا يبدو عليه أنه صاحب طموحات عالية أو يملك ذكاءاً خارقاً فكل ما يهمه نفسه التي بين جنبيه فقط.
- بوريس كونيف

تاجر من فيزان وصديق طفولة يانغ وين-لي، يعمل مع مارنيسك وويكلوك في السفينة الفضائية التي تنقل البضائع والمسافرين،
لديه نظرته الخاصة حول الحرب القائمة وحول استغلال الظروف المحيطة لصالحه، يتمتع باستقلالية شديدة يؤمن بأنها تترسخ في المرء منذ نعومة أظفاره.
- مارنيسيك

تاجر من فيزان ، يعمل مع كونيف وويكلوك في السفينة الفضائية، هادئ وساذج إلى حد ما.
- كاهل ويلوك

تاجر من فيزان، يعمل مع كونيف ومارنيسك، كغيره من التجار الفيزانين محبي المال يؤمن بالتجارة بشدة ومستعد لقبول أي عرض يأتيه لو كان من الشيطان!.

## شخصيات كوكب الأرض
- المطران الأكبر

المكران الرئيسي في كنيسة الأرض وهو مع المطران دي فيلر يشكلان الرأس المدبر لكثير من المخططات المشبوهة التي تمس أمن الأمبراطورية والتحالف ، يقدسه أتباعه كثيراً ويبجلونه أيما تبجيل ، لا يظهر في العلن إلا نادراً وإن ظهر فأتباعه يفرحون كثيراً ويعتبرون مجرد النظر إليه شرفاً عظيماً ! .
- المطران دي فيلر

المتكلم الرسمي باسم المطران الأكبر والرئيس الفعلي أعياد الأرض ، يحيك المؤامرات والدسائس ضد الإمبراطورية والتحالف ويدعو أتباعه إلى نبذ كل من تسول له نفسه التخلي عن الأرض من أجل السكن في الفضاء ، كما يدعوهم للزهد والورع ويظهر لهم أنه على قدر كبير منهما لكنه في الواقع مدمن على النبيذ الفاخر ومهووس بشربه ويخفي ذلك عن أتباعه ! .
- المطران ديغيسبي

مطران من الأرض وحلقة الوصل بين كنيسة الأرض وفيزان ، يجسد الزهد والورع .

## التاريخ المجري
التاريخ في هذا الأنمي قوي الحبكة وعالي الدقة والجودة، لدرجة أنه يتهيأ معها للقارئ أنه تاريخ حقيقي حدث بالفعل ينسى من جودته أنه خيال الكاتب المحض! وهنا سوف نستعرض نبذة مختصرة عن تاريخ المجرة وكيف آلت إلى ما هي عليه الخريطة الفضائية وما جرى من تداعيات أدت إلى حرب طويلة بين الأمبراطورية المجرية وتحالف الكواكب الحرة.
- العام 2039

كانت تحكم البشرية وتسيطر على كل العالم دولتان عظيمتان، الدولة الأولى تسمى «الولايات الأفرو أوربية»، بينما الثانية فهي «العمارات الشمالية»، حدث نزاع شديد بين الدولتين أدى إلى حرب طويلة بينهما انتهت باستخدام كلا الطرفين أسلحة نووية غيرت ملامح الكرة الأرضية عن بكرة أبيها ونشأت عنها ما يعرف باسم «حرب الـ13 يوماً».
- العام 2129

بعد 90 سنـة من الحرب التي قامت بها الدولتان، تجمع الناجون من سكان كوكب الأرض وتوحدوا تحت حكومة اسمها «حكومات الأرض المتحـدة» عاصمتها «بريزبين» التي تقع في قارة أستراليا حالياً .
- العـام 2166

كانت بداية عصر الأبحـاث الفضائية ونهضة العلماء في علم الفلك، حيث حصلت تطورات كثيرة وتم اكتشاف تقنيات عظيمة وكواكب صالحة للعيش فيها غير الأرض.
- العام 2801

تم تشكيل الاتحاد المجري «أرمادا»، ومركزه «ثيوريا» الموجودة في الكوكب الثاني من مجموعة «ألدي باران» الشمسية. وفي هذا العام، استخدم البشر نظام تقويم جديـد وهو «التقويـم الفضائـي»، انتشرت الفوضى والاضطرابات في كل الأصقاع كما انتشر الفسوق والمجون بين الناس، استغل القراصنة الفضائيون الفوضى الحاصلة فعاثوا في الأرض فساداً ودماراً حصلت معه حروب صغيرة وكبيرة بين الجماعات، انتفض جيش اتحاد المجري لمقاومة القراصنة وحماية الناس من شرورهم وكان القائد العسكري الداهية «رودولف فون غولدينبام» هو قائد جيش الاتحاد المجري، الذي تمكن من القضاء على قراصنة الفضاء وأصبح بمثابة القيصر في عيون الناس.
- العام 3110

قـام رودلف بتنصيب نفسـه كـ امبراطـور لاتحاد المجرات وتأسست دولة «الامبراطورية المجرية»،
كما أنشأ تقويماً خاصًا به وبامبراطوريته
فصار لدينا تقويم جديد اسماه «التقويم الامبراطوري»، حكم بالحديد والنار بكل ما أوتي من قوة وأباد العديد من الثوار الذين ثاروا ضده ولم يرضوا عن حكمه الجائر، كما وضع قانون «استبعاد الجينات الرديئة» الذي يقضي بـ قتل أصحاب العاهات والأمراض المزمنة واستخدام القتل الرحيم بحجة أنهم خطر على المجتمع الذي لا يقبل الناقصين، وبذلك صارت عائلة غولدينبام الأسرة الحاكمة الفعلية والوحيدة لهذه الأمبراطورية تتناقل الحكم فيما بينهم ويؤرخون الأحداث بتاريخهم.
- العام 3141

حفيد رودولف «سيجيسموند فون غولدينبام» خلف جده في تولي الحكم حيث أن جده رودولف العظيم لم ينجب سوى البنات وابن غير شرعي لكن مصاب بعاهة عقلية، وقتها غضب الناس وحدث انشقاق عظيم بين صفوفهم وقامت الثورة في كل أرجاء المعمورة، لكن الأمبراطور كان لهم بالمرصاد وأبادهم واحدًا واحدًا في مجزرة عظيمة خلال 28 يومًا فقط! وكانت هذه هي بداية التمرد وبذرة إنشاء «تحالف الكواكب الحرة».
- العام 3327

كثير من السكان استاؤوا كثيراً ولم يعجبهم الوضع الراهن في الإمبراطورية من ظلم واستبداد ، فـ هربوا بقيادة القائد الثائر «آلي هاينيسن» في رحلة طويلة دامت 10 آلاف سنة ضوئية بعيداً عن الامبراطورية ، إلى أن عثروا على كواكب مأهولة وصالحة للعيش وقرروا إنشاء دولتهم المستقلة هناك التي أطلقوا عليها اسم «تحالف الكواكب الحرة» التي تحكم بالعدل والإحسان لكل إنسان وأعادوا استخدام التقويم الفضائي من جديد كما أعدوا جيشاً كبيراً خاصاً بهم ومستعداً لأية غارة من الإمبراطورية.
- العام 3440

عام النكبة والنحس بالنسبة للتحالف،
فقد اكتشفت الحامية الامبراطورية وجودهم ودار بينهما الصدام الأول في معركة «داجون العظيمة» التي انتهت بانتصار التحالف على الإمبراطورية بقيادة يوسف توبارول، وإبَّان ذلك أعلنت الإمبراطورية المجرية الحرب عليهم مباشرة ومن دون تفاهم بحجة أنهم متمردون عليها وأطلقوا عليهم اسم «المتمردين»، وحصلت هجرة عظيمة لكثير من الناس في الإمبراطورية إلى التحالف هرباً من الأوتوقراطية بحثاً عن الديمقراطية، لكن بعض المهاجرين لم يكونوا يتبنون مبدأ آلي هاينيسن فقد كانوا إما ورثة البلاط الإمبراطوري الذين لم يحصلوا على حقهم من السلطة والجاه أو نبلاء فقراء ساعين للمجد الذين تولوا في التحالف ناشرين مبادئهم المنحلة من خلال مناصبهم ، الأمر الذي بدل المفاهيم وأوقع التحالف في أوحال الفساد والرذيلة.
استمرت الحرب بين الإمبراطورية المجرية وتحالف الكواكب الحرة نحو 150 عاماً دون أي تقدمٍ يذكر لأحد الطرفين المتنازعين على الآخر، لكن تتغير الأوضاع عند ظهور القائد الشاب راينهارت فون لوينغرام من الإمبراطورية والأميرال يانغ وينلي من التحالف، ومن هنا تبدأ أحداث القصة

## الإعلام
- أسطورة أبطال المجرة (سلسلة روايات 1982)

سلسلة روايات خيال علمي شهيرة جداً للكاتب الياباني يوشيكي تاناكا، صدرت في عام 1982 حتى 1989، الرواية تتكون من 10 مجلدات رئيسية و4 مجلدات جانبية صدرت بعد الشهرة الواسعة للسلسلة .
فاز المجلد الأول «فجر» بـ جائزة Seiun تحت عنوان «أفضل رواية لهذه السنة» في عام 1988 .
- أسطورة أبطال المجرة (أوفا 1988)

عرضت ما بين 1988-1996 من إنتاج استديو آرتلاند بالاشتراك مع استديو جي-ستاف واستديو ماد هاوس وهو يقتبس الرواية كاملة ذات العشر مجلدات ، ويتكون من 4 مواسم :
- الموسم الأول نشر في الفترة ما بين 1988 - 1989، يتكون من 26 حلقة ويغطي أول مجلدين من الرواية مع فصلين من القصص الجانبية (حلقة 9 و 11) مع بعض القصص الأصلية من الأستديو (أجزاء من الحلقتين 13 و 14).
- الموسم الثاني نشر في الفترة ما بين 1990 - 1991، يقتبس المجلدات 3 و 4 و 5 ويتكون من 28 حلقة .
- الموسم الثالث نشر في الفترة ما بين 1992 - 1993، يقتبس المجلدات 6، 7 و 8 ويتكون من 32 حلقة
- الموسم الرابع والأخير ، نشر في الفترة ما بين 1996 - 1997، يقتبس المجلدين الأخيرين 9 و 10 ويتكون من 24 حلقة .

هذا العمل يا صديقي لا ينبغي أن ينسى وليس له أن يمحى ، لا أستطيع أن أذكر هذا العمل بدون الوقوف احتراماً للملحمة الخالدة التي ابتدعها عقل المؤلف الأسطوري يوشيكي تاناكا، وأخرجه لنا العملاق الراحل نوبورو إيشيجورو على فترة زمنية قاربت عشرة أعوام ، صدر خلالها 110 حلقات فيديو خاصة (أو OVA) لتصبح بذلك أطول أوفا في تاريخ الأنمي الياباني حتى اليوم.
و لك أن تتخيل أيها القارئ الكريم الصعوبات الجمّة التي واجهها هذا العمل في النشر آنذاك ! عندما كانت حلقات الأوفا تصدر على أشرطة الفيديو القديمة قبل شيوع الأسطوانات المدمجة وقبل عصر الإنترنت الذي سهل الأمور كثيرا على الأعمال الأحدث، وبالرغم من ذلك فإن الجمهور المتابع بإخلاص ووفاء لهذه الملحمة كان كافيا لتستمر السلسلة في الصدور طوال هذه السنوات حتى أدركت نهايتها، لتشكّل بذلك عملا من أعظم وأضخم الأعمال المرئية التي عرفها تاريخ البشر ! على أية حال ، أسطورة أبطال المجرة لم تحصل على إصدار في الولايات المتحدة الأمريكية أبداً ، ومن هنا أقول بأنها أسطورة مظلومة لم تصل إلى ما كان يجب أن تصل إليه من المجد والشهرة ، أسطورة سيبقى ذكرها حيا لا يموت ! وستبقى مصدراً دائماً ومنبعاً غزيراً للإلهام والإبداع البشري.
- فلم أسطورة أبطال المجرة : أمنيتي بحر من النجوم (1988)

مقتبس من القصة الجانبية «أمنيتي بحر من النجوم»، وهو مقدمة العمل الذي يفترض على متابعي الأوفا مشاهدته قبل مشاهدة الأوفا ، يتحدث عن معركة تيامات الرابعة والمواجهة الأولى بين الأميرال الشاب راينهارت فون ميوزيل من الإمبراطورية المجرية والقائد يانج وين-لي من تحالف الكواكب الحرة .
- فلم أسطورة أبطال المجرة : بداية حرب جديدة (1992)

يقدم معركة أستارت بين الإمبراطورية المجرية وتحالف الكواكب الحرة ، مع تفاصيل إضافية ورسم مستحدث .
- فلم أسطورة أبطال المجرة: الأجنحة الذهبية (1992)

يعرض نبذة مختصرة عن ماضي راينهارت فون ميوزيل وصديقه زيغفريد كيركيايس ويتكلم عن إحدى مهماتهما في الجيش العسكري ومواجهتهما لمؤامرة خبيثة حاكتها البارونة بينيمودني لاغتيال راينهارت ، يعرض ستايل المانغاكا ماتشاهارا كاتسومي ويقتبس أحد القصص الجانبية ، قد حظي بتقييم قليل ليس لسوءه بل لأن المتابعين أعتادوا التصاميم القديمة وبالتالي لم يحبذوا الستايل الجديد .
- مانغا أسطورة أبطال المجرة : ماتشاهارا كاتسومي (1990)

مانغا شوجو للمانغاكا ماتشاهارا كاتسومي نشرت في مجلة Tokuma Shonen للفنون في الفترة 1990 - 2000 ثم توقفت عن الصدور ، اقتبست المجلدين 1 و 2 .
- مانغا أسطورة أبطال المجرة : فوجوساكو ريو 2015

مانغا شونين للمانغاكا فوجوساكو ريو نشرت في مجلة Shiesha للفنون في عام 2015، المانغا مستمرة حتى الآن .
- عروض مسرحية 2011

تم اقتباس الرواية على شكل أداء مسرحي مباشر في الفترة ما بين 2011 - 2015 وتدور أغلب الأحداث أو ربما جميعها حول إمبراطورية المجرة. يوجد أيضاً اقتباس مسرحي آخر للرواية وقام ممثلات نساء بأداء أدوار الشخصيات الذكور، لكن تاريخها مجهول ولا يعلم ما إذا كنت رسمية أم لا.
أيضاً قامت تم إقامة عمل مسرحي آخر من أولي حقوق الأنمي التلفزيوني في عام 2018، ومن المقرر أن يتم الفصل الثالث من أكتوبر إلى نوفمبر 2019 .
- أسطورة أبطال المجرة : الأطروحة الجديدة (أنمي تيليفزيوني 2018)

نشر في الرابع من أبريل عام 2018 من إنتاج شركة برودكشن آي جي، وهو عمل ريبوت جديد تماماً بطاقم مختلف عن الطاقم القديم كما تم تغيير أشكال الشخصيات ، يحوي 12 حلقة و 3 أفلام ويتكون كل من فلم من 4 حلقات تكون مجتمعة الموسم الثاني للأنمي ، تقتبس أول مجلدين من الرواية وحسب أقوالهم فأن هذه النسخة ستنهج نهج الرواية دونما تحريف وهذا كان جلياً في معظم الحلقات حيث سارت على الرواية مع بعض الاختصار لماضي راينهارت وكيركيايس .

## الموسيقى
العمل يستخدم عدداً هائلاً من المقطوعات الكلاسيكية لـ باخ - موزارت - فاجنر - تشوبين وما إلى ذلك من الموسيقيين العظام، مما يكسب الأحداث الطابع الضخم الملحمي الذي تستحقه.
الموسيقى الخاصة بهذا العمل ملأت ما بلغ مقداره 23 قرصاً مدمجاً، وهي بحق واحدة من أضخم الأعمال الموسيقية في تاريخ الأنمي.

## الجوائز
في عام 1988، فاز المجلد الأول «فجر» من الرواية بجائزة Suite لـ«أفضل رواية لهذا العام».

## الدبلجة العربية
قامت استديوهات «النجم الساطع» اللبنانية بتبني دبلجة العمل تحت اسم «حرب الكواكب» واقتصرت الدبلجة على الموسم الأول فقط المكون من 26 حلقة ، عرضت على عدة قنوات عربية .
- تغييرات الدبلجة :
- تم إضافة عبارة «قصة من الخيال» للعنوان كما تم تغيير مقدمة العمل الذي شرح فيها الراوية ماهية القصة والزمن وتحريف السيناريو بقولهم أن القصة قصة خيال علمي تخيلها العلماء مع أن القصة لا تمت للخيال بصفة .
- تم تعريب أسماء جميع الشخصيات ، كما تم تغيير أسماء الدول والكواكب ، فالإمبراطورية المجرية أصبحت «مدينة الكواكب»، تحالف الكواكب الحرة أصبح «مدينة النجوم المشعة»، وكوكب فيزان أصبح «جبل الأشواك».
- في العرض الأول كانت المشاهد الدموية تعرض دون قيود ، لكن في العرض الثاني تم حذف جميع المشاهد الدموية حتى مجرد مشاهد الدم والنزيف بسبب سياسات القنوات المتشددة آنذاك ، كما تم تحوير جميع السيناريوهات العنيفة كتحوير جملة «أطلق عليه النار» إلى «إقبض عليه».
- في الحلقة 4، تم حذف مشهد إخراج راينهارت للمسدس من تحت قميصه .
- تم تحوير السيناريوهات الرومنسية ، كما حدث في الحلقة 5 عندما كان كيركيايس يتمتم بينه وبين نفسه أن دافعه هو ولاؤه المطلق لراينهارت وحبه لآنيروزا ، أما في الدبلجة جعلوه بدافع الولاء لراينهارت فقط .
- تم تحوير وحذف جميع المشاهد الجنسية ، كمشهد التحرش في الحلقة 8 .
- تم حذف وتحوير مشاهد الشرب ، كالمشهد الأخير في الحلقة 14، كما تم استبدال أسماء المشروبات الكحولية بأسماء عصائر وتم تغيير مسمى البراندي الذي يضيفه يانج وين-لي للشاي إلى مسميات أخرى تضاف للشاي أيضاً كالسكر ، الحليب أو الليمون .
- تم تحوير العلاقات خارج إطار الزواج إلى زواج أو ارتباط ، آناروزا جعلوها مجرد خادمة عند القيصر بدلاً من عشيقة في الحلقة 4، ثم إلى مرافقة للقيصر في الحلقة 11، وفي نفس الحلقة جعلوا عشيقته السابقة زوجته الأولى التي يستمر زواجها منه .
- لا يتم ذكر المناصب ومراتب الجنود بالتفصيل ، والمناصب تستبدل بكلمة «مسؤول» والرتب تختصر بـ«قائد» و «نائب القائد».
- تم تحوير السيناريوهات المتعلقة بالدين ، فعباد الأرض أصبحوا عصبة من المعجبين والمتحمسين للأرض والحجاج أصبحوا مجرد سياح .
- على الرغم من أن الأنمي سياسي بحت ، فالمصطلحات السياسية مثل (الديموقراطية ، الميكافيلية ، السفسطة ... إلخ) لا تذكر في الدبلجة .
- في الحلقة 25، تم حذف صورة الشعار على الورقة التي يمسكها روينتال في مشهد اللعب بالورق .